# Joseph Nguyen Tan Tuoc

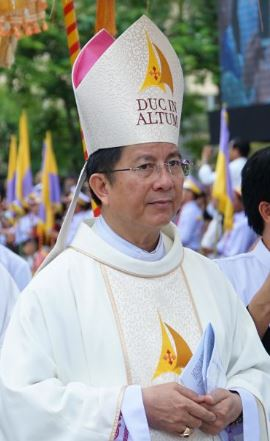
Joseph Nguyen Tan Tuoc, 2019

Joseph Nguyen Tan Tuoc (vietnamesisch: Giuse Nguyễn Tấn Tước; * 22. September 1958 in Trà Lồng) ist ein vietnamesischer Geistlicher und römisch-katholischer Bischof von Phú Cường.

## Leben
Der Koadjutorbischof von Phú Cường, Louis Hà Kim Danh, spendete ihm am 4. April 1991 das Sakrament der Priesterweihe.
Papst Benedikt XVI. ernannte ihn am 14. März 2011 zum Koadjutorbischof von Phú Cường. Die Bischofsweihe spendete ihm der Bischof von Phú Cường, Pierre Trân Ðinh Tu, am 29. April desselben Jahres; Mitkonsekratoren waren Vincent Nguyên Van Ban, Bischof von Ban Mê Thuột, und Thomas Vu Dình Hiêu, Weihbischof in Xuân Lộc.
Mit der Emeritierung Pierre Trân Ðinh Tus folgte er ihm am 30. Juni 2012 als Bischof von Phú Cường nach.